# Blauwstraat
De Blauwstraat is een winkelstraat in Steenbergen, in de Nederlandse provincie Noord-Brabant. De straat komt rechtstreeks uit op de Markt, en is samen met de Kaaistraat de belangrijkste winkelstraat van Steenbergen. 
De straat sloot historisch gezien aan op een bastion van de Vesting Steenbergen; nabij de Wouwse Poort. Vandaag sluit de Blauwstraat aan op het recreatie- en sportgebied rondom het Gemeentelijk Sportpark, het zwembad en theater 't Cromwiel.  
De straat telt zo'n 40 winkelpanden, en er bevinden zich een aantal historische panden, voornamelijk oude herenhuizen. Ook bevindt de bibliotheek er zich. Halverwege komt de Berenstraat uit in de Blauwstraat, in deze straat en de aangrenzende Simonshaven, zijn veel oude arbeidershuizen te zien.
De Blauwstraat is beperkt toegankelijk voor auto's, er geldt eenrichtingsverkeer en na 18.00u wordt de straat voor autoverkeer afgesloten. Het dichtstbijzijnde parkeerterrein is de IJzeren Put.  
In 2010 werden een zevental winkelpanden aan de oostelijke zijde van de Blauwstraat grondig gerestaureerd.